# サメ雑煮
サメ雑煮（サメぞうに）は、新潟県上越市高田地区（旧・高田市）の郷土料理。サメ肉を使用する雑煮である。

## 概要
サメ肉は江戸時代から高田地域で食されている。フカヒレの干物を⾧崎の出島経由で中国に輸出することを幕府が奨励したこともあり、フカヒレ以外のサメの部位は高田藩内に豊富に流通し、日常的にサメ肉が食されるようになった。また食用だけではなく、サメの歯はお守りや装飾品になり、サメの皮は刀の鞘に加工され、サメの脂は照明の燃料として利用された。
年々サメ肉の消費量は減り、かつては安価だった取引価格も上がってきているものの、サメの競りは年末の風物詩であり、サメは年取り魚として雑煮だけではなく、煮付けや煮こごりとしても食されている。